# Filip Pyrochta
Filip Pyrochta, född 24 juni 1996 i Trebic, Tjeckien, är en tjeckisk professionell ishockeyspelare som har spelat för Luleå HF i Svenska Hockeyligan.
Han vann SM-silver med Luleå HF 2022.